# Bruno Marini
Bruno Marini (* 18. Mai 1958 in Verona) ist ein italienischer Saxophonist und Hammondorgel-Spieler.

## Werdegang
Marini ist sowohl auf dem Gebiet der klassischen Musik aktiv als auch in der Jazz- und Bluesmusik. Er wirkte an mehr als einhundert LP- und CD-Aufnahmen mit. Als klassischer Musiker spielte er u. a. Solopartien in Kompositionen von Luciano Berio. Als Jazzmusiker ist er vor allem auf dem Baritonsaxophon hervorgetreten und arbeitete mit Jack McDuff (Jackpot), Shirley Scott, Steve Lacy, Joe Lovano, Gary Bartz, Benny Golson, Sal Nistico, Paul Jeffrey, Nat Adderley, Kenny Burrell, Mal Waldron, Donald Garrett, Bobby Durham (Blues for Me, Live at Ghedi Jazz Festival), Albert Heath, Jimmy Carl Black (Freedom Jazz Dance),  und anderen zusammen. Gerry Hemingway lud ihn 1987 zu einer Allstar-Besetzung ins Bimhuis ein. Zu hören ist er auch auf Nicola Contes Debütalbum Jet Sounds (2000).

## Diskographische Hinweise
- Han Bennink/Daniele D’Agaro/Bruno Marini The Tempest (Arte Suono)
- Luca Flores/Bruno Marini Riddles (Splash)
- Bruno Marini Love Me or Leave Me (LMJ)
- Bruno Marini West of the Blues (LMJ)
- Bruno Marini Hammond Blood (Iklos/Azzurra)
- Bruno Marini Bop n'Out (Splash)
- Bruno Marini 70 steps to 60's (Azzurra)
- Bruno Marini Electric Church (Hip Code Records) Blues Rock 2015